# 大苞蛇根草
大苞蛇根草（学名：Ophiorrhiza grandibracteolata）为茜草科蛇根草属的植物，为中国的特有植物。分布于中国大陆的云南、广西等地，生长于海拔1,200米至1,500米的地区，常生于林下湿处，目前尚未由人工引种栽培。